# Escargot de Corse
Helix ceratina
Espèce
Statut de conservation UICN

 CR B1ab(i,ii,iii)+2ab(i,ii,iii) : 
En danger critique
Synonymes
- Helix ceratina Shuttleworth, 1843
- Helix tristis Pfeiffer, 1845

Helix ceratina est une espèce d'escargots endémiques de la Corse. Sa répartition hyper localisée, sur quelques hectares en zone à forte pression anthropique, en fait l'un des escargots les plus rares et menacés d'Europe.

## Description
La coquille de l'escargot de Corse ressemble superficiellement à celle de l'escargot petit-gris. Toutes deux sont de forme semblable, globuleuses, ornées de bandes sombres et dépourvues d'ombilic. Celle de l'espèce corse est toutefois nettement plus petite : 25 mm au maximum contre 45 mm pour le petit-gris. Son test est très mince et l'ouverture de la coquille (péristome) peu épaissie (chez le petit-gris adulte, le péristome est épais et blanc).
La sole pédieuse de cette espèce est particulièrement développée : elle s'étale latéralement de façon exceptionnelle pour un escargot lorsqu'il est actif. Cette particularité pourrait-être une adaptation au déplacement sur des substrats sableux mouvants.

## Écologie

### Répartition
De nos jours, il semble se confirmer que la répartition de l'escargot de Corse se limite à une étroite bande côtière de 6 hectares environ, en retrait de la plage du Ricantu au sud-est d'Ajaccio, à proximité immédiate de l'aéroport. Depuis sa découverte en 1843, il n'a été observé que dans ce même secteur de Campo dell'Oro. Depuis le milieu du XIXe siècle, le maximum de sa distribution dans cette zone très exiguë n'aurait pas dépassé une cinquantaine d'hectares.
Des fouilles archéologiques dans des sites des régions de Bastia et Bonifacio datant d'une époque comprise entre 7000 et 2500 ans av. J.-C. ont toutefois permis de trouver des coquilles qui, quoique légèrement plus grandes que les actuelles, ont été rapportées à cette espèce. Au Néolithique, la distribution de Tyrrhenaria en Corse était donc bien plus vaste qu'aujourd'hui. On ignore si la régression est due à des causes d'origine climatique ou anthropique (modification du milieu naturel, utilisation alimentaire...).

### Habitat

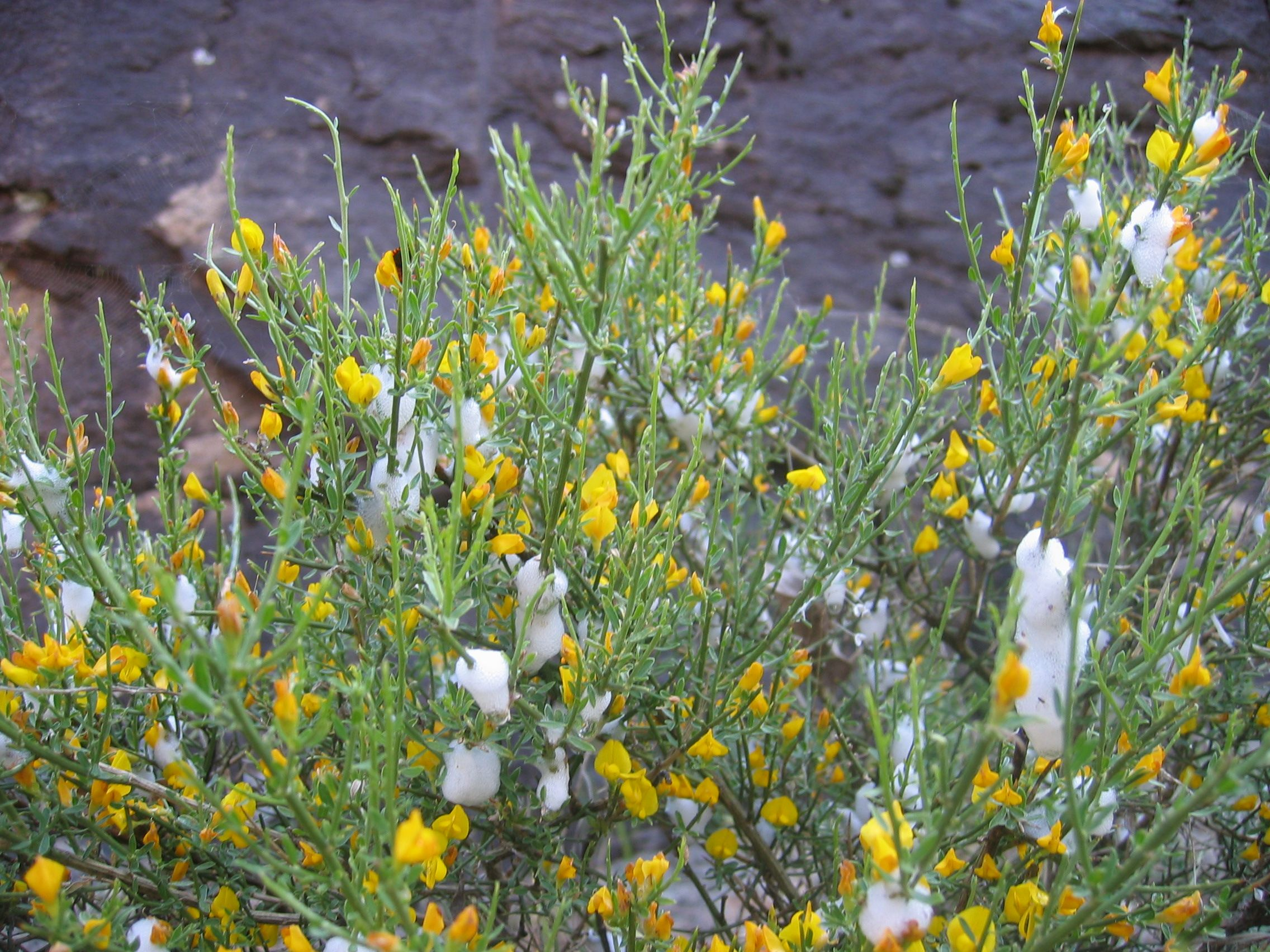
Le genêt de Salzmann, élément essentiel de l'habitat de l'escargot de Corse

L'environnement de l'escargot de Corse sur le Campo dell'Oro est constitué d'un haut de plage et d'une plaine sableuse partiellement inondable. Celle-ci est colonisée par une végétation buissonnante dominée par le genêt de Salzmann et la scrophulaire rameuse. Le milieu a un aspect général de lande en mosaïque, c'est-à-dire une alternance de zones densément buissonnantes, de clairières et d'espaces nettement dénudés. Il est localement très dégradé par la fréquentation et les activités humaines, ou envahi par des plantes rudérales.

C'est dans les secteurs où la végétation est mosaïque que l'escargot est le plus abondant : il évite les zones de végétation dense. De la même manière, il préfère les sols meubles et se raréfie sur les terrains que la fréquentation humaine a dénudés ou rendus compacts.

## Biologie

### Activité
L'escargot de Corse est une espèce essentiellement nocturne, ne circulant que la nuit ou par temps pluvieux. De jour et aux périodes chaudes, il s'enfonce dans le sable, parfois jusqu'à 60 cm de profondeur.

### Alimentation
La composition du régime alimentaire des escargots est généralement déterminée par l'analyse de leurs crottes (coprologie). Les végétaux consommés sont identifiés à partir des restes d'épiderme caractéristiques de chaque espèce botanique.
Si l'alimentation de Tyrrhenaria ceratina varie selon les saisons, l'espèce se nourrit toujours de matériel végétal, qu'il soit frais au printemps ou surtout mort à l'automne. Dans 80 % des cas, et quelle que soit la saison, son alimentation comporte des feuilles, des fleurs ou des gousses du genêt de Salzmann ; y figure également la giroflée des dunes et la jasione des montagnes ainsi que des graminées. Elle comporterait en outre des mousses, des lichens et des matériaux organiques obtenus en ingérant du sable.

### Reproduction et croissance
Il y a deux saisons de reproduction, au printemps et à l'automne. Quelques jours après les accouplements, les œufs, une vingtaine au maximum, sont déposés sous le sable dans une cavité consolidée par du mucus. Ils éclosent au bout de 15 à 16 jours.
Des observations menées en terrarium montrent que les jeunes ne quittent les abords du nid souterrain qu'après une période d'une quinzaine de jours à trois semaines, à partir de quand ils peuvent être observés en surface. Jusqu'à ce moment, on ne sait s'ils vivent sur leurs réserves où s'ils sont capables de se nourrir de petits débris de genêt. Il leur faut de 2 à 4 ans pour devenir adultes, et leur longévité pourrait atteindre de 6 à 10 ans.

## Menaces et conservation
En 2012, l'habitat naturel de l'escargot de Corse occupe 2 hectares (0,02 km²) sur le site de Campo dell'Oro, soit seulement 11,5 % de l’aire de référence, mais grâce aux travaux de restauration de la lande, gérés par le Conservatoire du Littoral dans le cadre du DOCOB Natura 2000, une surface supplémentaire de 0,023 km² commence à être occupée par l’espèce sur les premiers mètres de la frange littorale. Cet escargot, unique représentant au monde du genre Tyrrhenaria, reste menacé par les perturbations anthropiques.Dans l'édition 2010 de la liste rouge de l’UICN, T. ceratina est inscrit dans la catégorie "Gravement menacé d'extinction". Les critères qui définissent son classement dans cette catégorie sont basés sur des observations réalisées en 2009-2010 et sur des estimations à l’échelle de la population (Plan National d'Action 2012, Charrier et al.). L'effectif de la population est estimé à moins de 5000 individus adultes.